# スチャーギン・ハウス

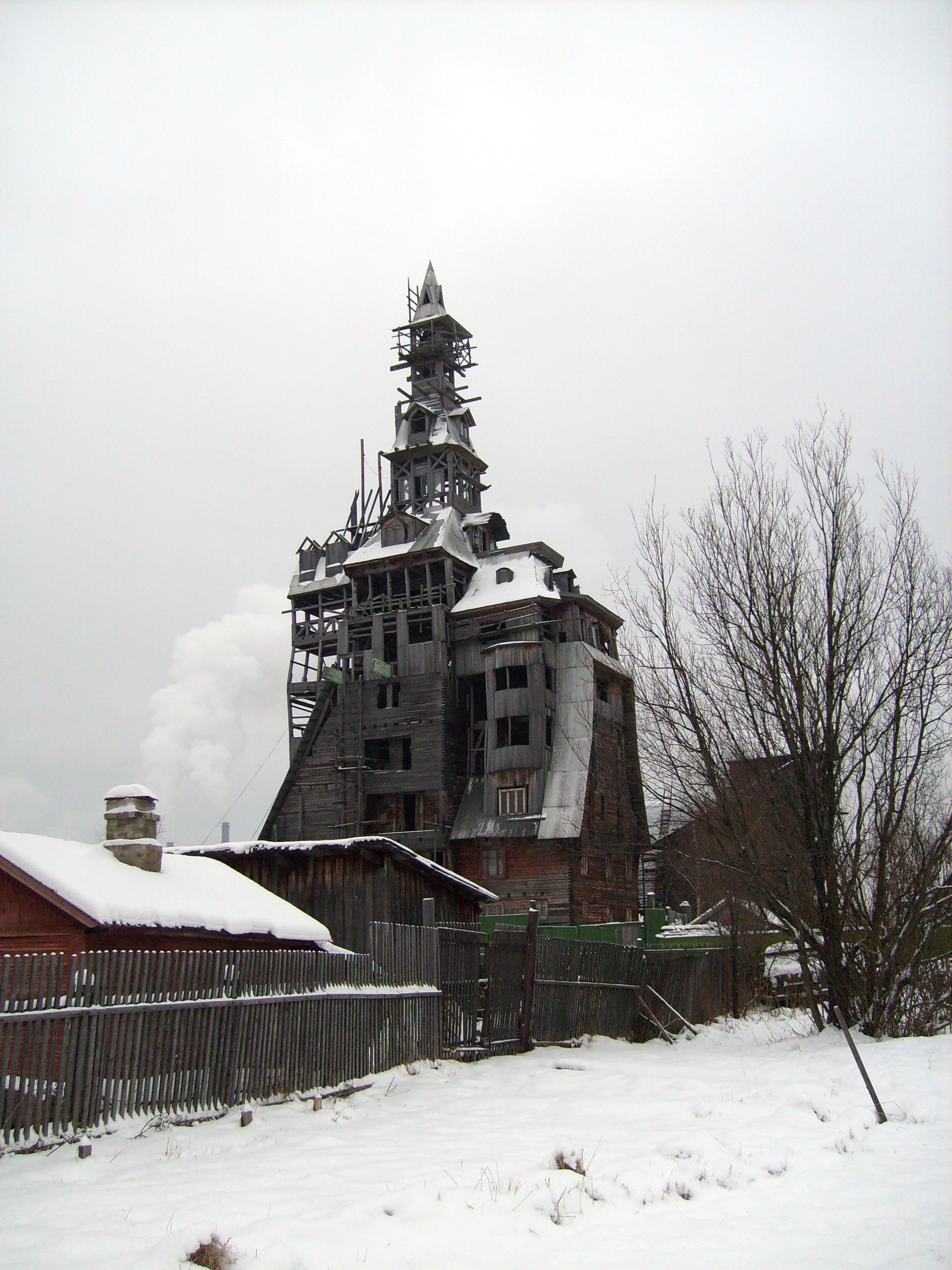
世界で最も高い木造の家で、1家族が住んでいると主張されていた「スチャーギン・ハウス」

スチャーギン・ハウス（露: Дом Сутягина）は、ロシア、アルハンゲリスクにあった木造の家である。
13階、高さ144-フート  (44 m)の住宅である家は、地方の起業家のニコライ・ペトロビッチ・スチャーギンが建て、世界で（少なくともロシアで）最も高い木造家屋であると報告されている。計画や建築許可なしで1992年に建設を初めて以来、15年間、スチャーギンとその家族によって建設が続けられた。途中に彼が刑務所で数年過ごしたときには、建物の質が下がった。
2008年には、建物が市により、火災の危険があるとして非難された。また、裁判所は、建物を2009年2月1日までに解体するよう命じた。2008年12月26日に塔が引き下ろされ、残りはその後の数ヶ月で人の手で解体された。残っていた4階の建物は、2012年5月6日に全焼した。